# (889) Erinia
(889) Erinia es un asteroide perteneciente al cinturón de asteroides descubierto el 5 de marzo de 1918 por Maximilian Franz Wolf desde el observatorio de Heidelberg-Königstuhl, Alemania.
Está nombrado por las erinias, un grupo de diosas de la mitología griega.